# Agritubel
Agritubel est une entreprise française basée à Loudun (Vienne). 
Un des leaders européens de l'équipement tubulaire pour bovins, l'entreprise créée en 1989 est également connue entre 2005 et 2009 pour son équipe cycliste professionnelle présente sur de nombreux événements, tels le Tour de France. 
Cette entreprise est désormais dirigée par Philippe Dubouix, qui a racheté l'entreprise en août 2014, à José Fornes, ancien PDG de l'entreprise. 